# Les Démons de la violence
Pour plus de détails, voir Fiche technique et Distribution.
Les Démons de la violence (Hell's Angels 69) est un film américain réalisé par Lee Madden, sorti en 1969.

## Synopsis
Deux frères jouent à un jeu mortel pour infiltrer les rangs des Anges de l'Enfer, qu'ils veulent utiliser comme couverture dans le hold-up spectaculaire du César Palace à Las Vegas.

## Fiche technique
- Titre : Les Démons de la violence
- Titre original : Hell's Angels 69
- Réalisation : Lee Madden
- Scénario : Don Tait d'après une idée originale de Tom Stern et Jeremy Slate
- Photographie : Paul Lohmann
- Montage : Gene Ruggiero
- Musique : Tony Bruno
- Son : George Alch
- Maquillage : Sonny Martin et Richard Scarso
- Production : Tom Stern
- Société de production : Tracom et American International Pictures
- Société de distribution : American International Pictures
- Pays de production :  États-Unis
- Langue : Anglais
- Format : Couleur (Technicolor)— 35 mm — 1,33:1 — Son : Mono
- Genre : Film dramatique, Film d'action
- Durée : 97 minutes
- Date de sortie : 
  - États-Unis : 10 septembre 1969

## Distribution
- Tom Stern : Chuck
- Jeremy Slate : Wes
- Conny van Dyke : Betsy
- Steve Sandor : Apache
- G. D. Spradlin : Détective
- Sonny Barger : lui-même
- Les Hells Angels d'Oakland : eux-mêmes

## Autour du film
- Ce sont les vrais Hells Angels du chapitre d'Oakland qui apparaissent dans le film, aux côtés de leur leader, Sonny Barger.